# Barnes (Kansas)
Barnes és una ciutat dels Estats Units a l'estat de Kansas. Segons el cens del 2000 tenia 152 habitants. 74 habitatges, i 46 famílies. La densitat de població era de 345,2 habitants per km².

## Poblacions més properes
El següent diagrama mostra les poblacions més properes.